# Stara Wieś (Nosów)
Stara Wieś – część wsi Nosów w Polsce, położona w województwie świętokrzyskim, w powiecie ostrowieckim, w gminie Waśniów.
W latach 1975—1998 Stara Wieś administracyjnie należała do województwa kieleckiego.